# Борха Лопес
Борха Лопес Менендес (ісп. Borja López Menéndez; нар. 2 лютого 1994 року, Хіхон, Іспанія) — іспанський футболіст. Захисник «Барселони B».

## Життєпис

### Клубна кар'єра
Народився й провів дитинство в Астурії, почав футбольну кар'єруспочатку в «Льяно 2000», а потім в «Хейтосе». На перспективного хлопця звернули увагу селекціонери другої команди «Спортінга» з Хіхона. У грудні 2011 року Лопес дебютував за «Спортінг Хіхон B» в Третій іспанській лізі в матчі проти «Хетафе». Всього Борха відіграв за дубль «Спортінга» 10 матчів.
За першу хіхонську команду Лопес вперше зіграв 1 листопада 2012 року. «Спортінг» в рамках Кубка Іспанії приймав «Осасуну». Лопес провів на полі 90 хвилин, його команда перемогла памплонців з рахунком 1:0. Гру у відповідь команда програла з рахунком 0:2.
У січні 2013 року Борха з Луїсом Ернандесом перейшов до першої команди «Спортінга». З того часу він практично завжди потрапляв до основного складу на матчі Сегунди. Команда завершила сезон 2012/13 на 10-му місці, а Лопес провів 19 ігор за хіхонців.
2 серпня Борха Лопес підписав чотирирічний контракт з «Монако», а сума угоди з попереднім клубом іспанця склала 2,2 млн євро.
30 січня Борха Лопес підписав контракт з «Барселоною». Контракт розрахований на 2,5 роки. Спочатку гравець буде грати за «Барселону Б».

### Міжнародна кар'єра
У січні 2012 року Борха Лопес разом з юнацькою збірною Іспанії до 18 років виграв Кубок Атлантики. Влітку того ж року захисник був включений до складу збірної Іспанії до 20 років для виступів на турнірі La Alcudia. За підсумками змагань Лопес був відзначений спеціальним призом.